# Суини, Сидни
Си́дни Бе́рнис Суи́ни (англ. Sydney Bernice Sweeney; род. 12 сентября 1997) — американская актриса. Впервые получила известность в 2018 году благодаря сериалам «Сплошной отстой!», «Острые предметы» и «Рассказ служанки». Через год она снялась в фильме Квентина Тарантино «Однажды в Голливуде».
Широкое признание Суини получила благодаря ролям в драматическом сериале HBO «Эйфория» и первом сезоне сериала-антологии «Белый лотос», принёсших актрисе две номинации на прайм-таймовую премию «Эмми». В 2023 году Суини сыграла главные роли в драме «Реальная история Уиннер» и романтической комедии «Кто угодно, но не ты». В 2024 году она снялась в кинокомиксе «Мадам Паутина» и фильме ужасов «Омен. Непорочная».

## Биография

### Ранние годы (1997—2015)
Сидни Суини родилась 12 сентября 1997 года в городе Спокан, штат Вашингтон в семье бывшего уголовного адвоката Лизы (урождённая Мадд) и специалиста в сфере гостиничного бизнеса Стивена Суини. У Суини есть один младший брат по имени Трент. Она выросла в штате Айдахо в сельском доме на берегу озера, где её семья жила на протяжении пяти поколений. Суини рассказывала, что росла в религиозной семье. Суини училась в средней школе Святого Георгия в Спокане. Она активно занималась многими видами спорта. «Я была в футбольной команде, бейсбольной команде, лыжной команде по снежному слалому, занималась вейкбордингом», — рассказывала Суини. В детстве у неё случился несчастный случай при катании на вейкборде. Край доски отлетел назад и порезал ей область возле глаза, оставив шрам.
Суини интересовалась стать актрисой после того, как пробовалась на роль в массовке в независимом фильме, который снимался в Спокане. Пытаясь уговорить своих родителей заниматься актёрским мастерством, она представила им пятилетний бизнес-план. В средней школе Суини была членом команды по робототехнике и участвовала в математическом кружке. Она произнесла прощальную речь на выпускном вечере в школе Брайтон Холл в Бербанке (Калифорния). В 2016 году Суини недолгое время работала в Universal Studios Hollywood. Также она училась в Калифорнийском университете в Лос-Анджелесе.

### Первые роли (2016—2018)

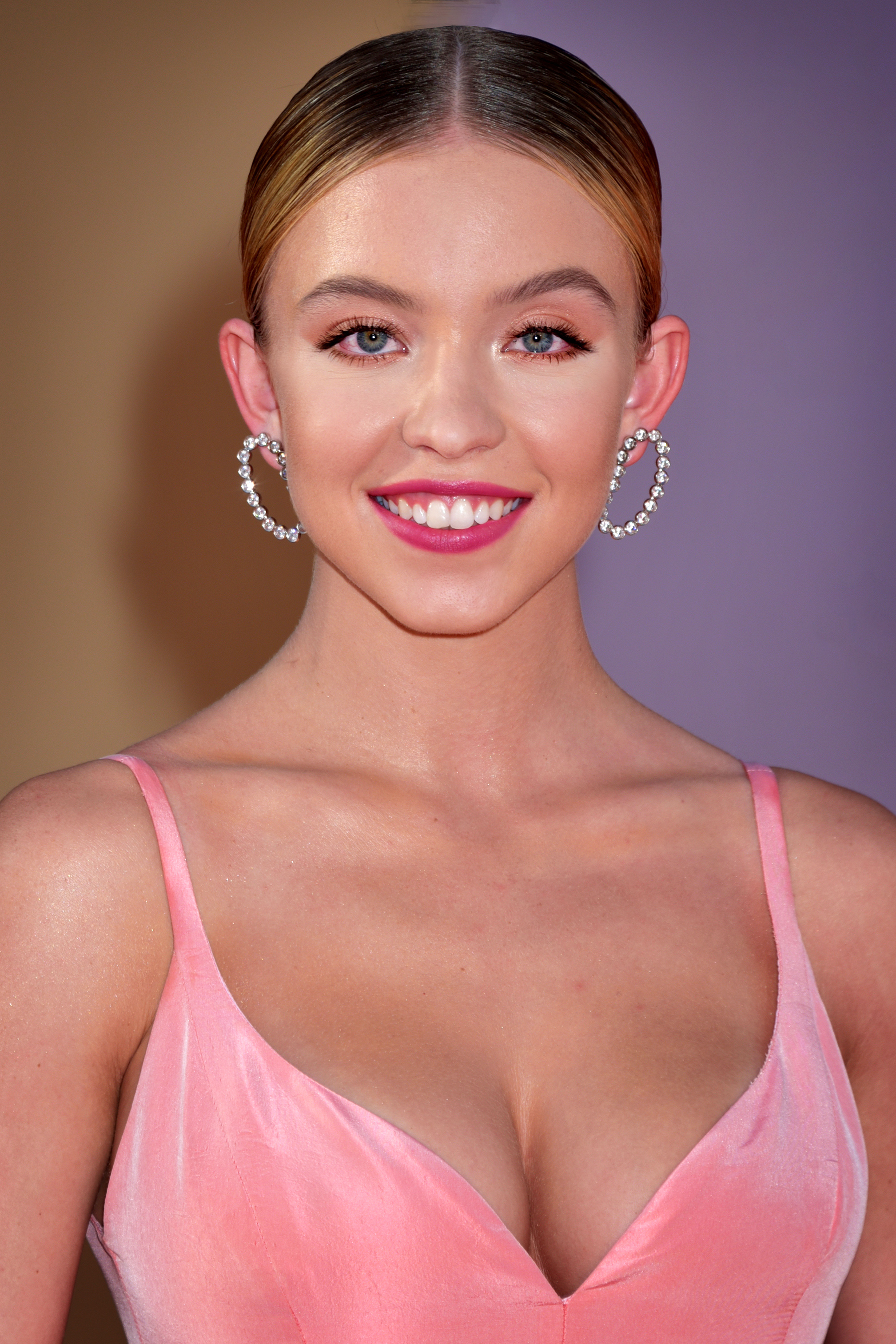
Суини в 2019 году

Суини начала свою карьеру в качестве приглашённой звезды в таких телесериалах, как «90210: Новое поколение», «Мыслить как преступник», «Анатомия страсти» и «Милые обманщицы». Суини сыграла роль Эмалин Аддарио в сериале Netflix «Сплошной отстой!», сюжет которого разворачивался вокруг двух групп старшеклассников в Орегоне в 1996 году. Позже актриса снялась в мини-сериале HBO «Острые предметы». Она сыграла Элис, соседку по комнате, которую героиня Эми Адамс встречает в психиатрической клинике. Изначально у героини Суини могло быть меньше экранного времени, но режиссёр решил расширить её роль. Готовясь к роли, Суини изучала истории девушек, страдающих психическими заболеваниями и причиняющих себе вред, и посещала больницы, в которых были пациентки, причинявшие себе вред. Актриса снималась в сериалах «Сплошной отстой!» и «Острые предметы» одновременно: в первом — по будням, во втором — по выходным.
В 2018 году Суини сыграла в фильме «Под Сильвер-Лэйк». Во втором сезоне антиутопического телесериала «Рассказ служанки» она исполнила второстепенную роль Иден Спенсер, благочестивой и послушной девушки из тоталитарной и теократической Республики Галаад. Она также сыграла главную роль в фильме ужасов «Назови своё имя».

### Прорыв (с 2019 года)
В 2019 году Суини снялась в драме «Клементина», комедии «Взрослеть на полную» и фильме Квентина Тарантино «Однажды в Голливуде». В июне 2019 года Суини утвердили на роль Кэсси Ховард, подростка с неразборчивой репутацией, в драматическом сериале HBO «Эйфория». Шоу имело ошеломительный успех, став вторым самым просматриваемым сериалом платформы. Игра Суини была высоко оценена критиками. В 2022 году актрису номинировали на премию «Эмми» за лучшую женскую роль второго плана в драматическом телесериале. Variety писал, что роль Кэсси «доказывает, что Суини чертовски круто перевоплощается от одного сериала к другому». Многие обнажённые сцены из сериала привлекли значительное внимание, вызвав дискуссии о наготе в кино. Несмотря на это, Суини заявила, что продолжит сниматься в обнажённых сценах.

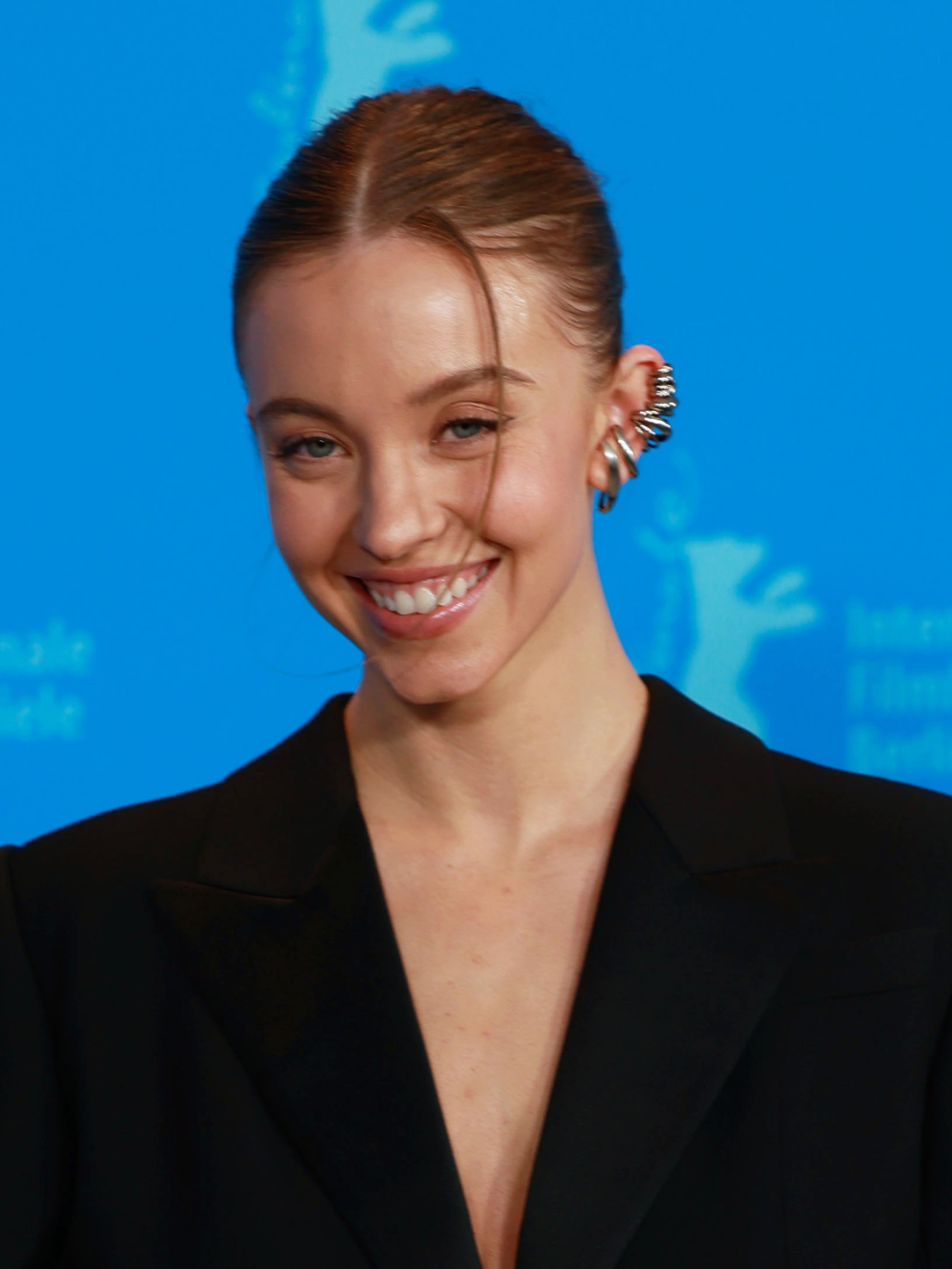
Суини в 2023 году

В 2020 году Суини основала продюсерскую компанию Fifty-Fifty Films. В том же году она снялась в телефильме «Ноктюрн», а также сыграла Персефону в рекламе веб-комикса «Lore Olympus». В 2021 году Суини исполнила в первом сезоне сериала-антологии Майка Уайта «Белый лотос» роль сардонической второкурсницы колледжа. За роль актрису номинировали на «Эмми» за лучшую женскую роль второго плана в мини-сериале или фильме в 2022 году. В том же году Суини попала в список 100 Next журнала Time. В январе 2023 года Суини стала послом бренда компаний Armani Beauty и Laneige. На 73-м Берлинском кинофестивале состоялась премьера драматического триллера Тины Сэттер «Реальная история Уиннер», в котором Суини сыграла ветерана ВВС США Реалити Уиннер. Джессика Кианг из Variety написала, что Суини сыграла «Уиннер настолько убедительно, что её трудно запомнить в роли сардонического избалованного подростка в „Белом лотосе“ или милой девочки, ставшей противной, в „Эйфории“». Позже Суини снялась в криминальном триллере «Государственный гимн», премьера которого состоялась на фестивале South by Southwest в марте 2023 года.
Суини снялась в клипе на сингл группы The Rolling Stones «Angry» с альбома «Hackney Diamonds». Премьера клипа состоялась в сентябре 2023 года. В том же году Суини в 25 лет попала в список знаменитостей журнала Forbes 30 Under 30. Суини исполнила вместе с Гленом Пауэллом главную роль в романтической комедии «Кто угодно, но не ты», премьера которой состоялась в декабре 2023 года. Картина внезапно стала кассовым хитом. Суини выступила в качестве исполнительного продюсера. Она пригласила Пауэлла и режиссёра Уилла Глака в проект и вносила поправки в сценарий.
В 2024 году Суини исполнила второстепенную роль в кинокомиксе «Мадам Паутина», сюжет которого происходит во вселенной Человека-паука от Sony. Фильм вышел в прокат в феврале 2024 года, вызвал отрицательные отзывы и провалился в прокате. «Меня просто как актрису наняли. Поэтому я заранее готовилась к тому, что должно было произойти», — прокомментировала Суини провал фильма. В марте актриса стала ведущей одного из выпусков ночного скетч-шоу от NBC «Saturday Night Live». Позже Суини спродюсировала и исполнила главную роль в психологическом ужастике «Омен. Непорочная». Первоначально она пробовалась на роль в проекте ещё в 2014 году. Спустя несколько лет актриса выкупила права на сценарий и пригласила режиссёра Майкла Мохана. Суини считала продюсирование способом реализовать личные возможности. Позднее в том же году она сыграла одну из главных ролей в фильме Рона Ховарда «Эдем».
Следующим проектом с участием Суини стал триллер «Эхо долины» с Джулианной Мур. Также Суини спродюсирует и исполнит главную роль в безымянном байопике про боксёршу Кристи Мартин.

## Личная жизнь
В 2018 году Суини начала встречаться с бизнесменом Джонатаном Давино, а в 2022 году произошла помолвка. Вместе они занимались продюсированием фильмов, в том числе «Кто угодно, но не ты». В 2025 году пара рассталась, а их свадьба, которая планировалась на май, была отменена.
Помимо родного английского языка, Суини говорит на русском и испанском. Она сама выучила русский в старшей школе, а испанский изучала в школе большую часть своей жизни, так как её отец живёт в Мексике.
Суини — любительница автомобилей. Она отреставрировала Ford Bronco 1969 года и Ford Mustang 1965 года. Актриса совместно с Ford Motor Company разработала дизайн Mustang 2024 года.
С июня 2024 года является зарегистрированной избирательницей республиканской партии Флориды по округу  Монро. На этом фоне, в августе 2025, президент США Дональд Трамп похвалил актрису в связи с разгоревшимся рекламным скандалом с участием компании American Eagle, в котором актрису обвинили в расизме.
В мае 2025 года актриса объявила о запуске продаж мыла с частичками её кожи, сваренного на основе воды, в которой Суини принимала ванну.

## Фильмография

### Кино и телевидение
| Год       |     | Русское название                  | Оригинальное название              | Роль                           |
| --------- | --- | --------------------------------- | ---------------------------------- | ------------------------------ |
| 2009      | ф   | ЗМП: Зомби Массового Поражения    | ZMD: Zombies of Mass Destruction   | Лиза                           |
| 2009      | с   | Герои                             | Heroes                             | Ребёнок                        |
| 2009      | с   | Мыслить как преступник            | Criminal Minds                     | Дэнни Форестер                 |
| 2010      | кор | Такео                             | Takeo                              | Саманта Райт                   |
| 2010      | кор | Ночное                            | Night Blind                        | Девочка                        |
| 2010      | ф   | Палата                            | The Ward                           | Элис                           |
| 2010      | с   | Преследование                     | Chase                              | Кайла Эдвардс                  |
| 2010      | с   | 90210: Новое поколение            | 90210                              | Девушка                        |
| 2010      | ф   | Маки: Одиссея любителя опиума.    | Poppies: Odyssey of an Opium Eater | Сара Детцер                    |
| 2011      | с   | В ударе                           | Kickin’ It                         | Келси Варгас                   |
| 2011—2017 | с   | Милые обманщицы                   | Pretty Little Liars                | Уилла                          |
| 2011      | тф  | Шикарное кольцо                   | The Bling Ring                     | Иззи Фишман                    |
| 2013      | ф   | Пауки                             | Spiders 3D                         | Эмили                          |
| 2014      | с   | Анатомия страсти                  | Grey’s Anatomy                     | Эрин Уивер                     |
| 2015      | кор | Любовь стала замеченной           | Love Made Visible                  | Лия                            |
| 2015      | ф   | Боевой малыш                      | The Martial Arts Kid               | Джулия                         |
| 2015      | кор | Нерождённый                       | The Unborn                         | Джейни Хатчинс                 |
| 2015      | ф   | Украдена в пригороде              | Stolen from the Suburbs            | Эмма Хадсон                    |
| 2015      | кор | Держал                            | Held                               | Лили Вудс                      |
| 2016      | ф   | Путь Кэссиди                      | Cassidy Way                        | Келси Коннорс                  |
| 2016      | ф   | Иисус в ковбойских ботинках       | Angels in Stardust                 | Энни                           |
| 2016      | ф   | Стая                              | The Horde                          | Хейли Саммерс                  |
| 2017      | кор | Маниакальность                    | Manic                              | Газетчица                      |
| 2017      | с   | Бывает и хуже                     | The Middle                         | первая студентка               |
| 2017      | ф   | Викинги                           | Vikes                              | Айда                           |
| 2017      | ф   | Мёртвый муравей                   | Dead Ant                           | Сэм                            |
| 2017      | с   | В убежище                         | In the Vault                       | Хейли Карен                    |
| 2017      | кор | Это случилось вновь прошлой ночью | It Happened Again Last Night       | Пейдж                          |
| 2017      | мс  | Анимационная школа монстров       | Monster School Animation           | Мэделин Район                  |
| 2018      | ф   | Безжалостный                      | Relentless                         | Элли                           |
| 2018      | с   | Сплошной отстой!                  | Everything Sucks!                  | Эмалин Аддарио                 |
| 2018      | ф   | Назови своё имя                   | Tell Me Your Name                  | Эшли                           |
| 2018      | ф   | Не та дочь                        | The Wrong Daughter                 | Саманта                        |
| 2018      | ф   | Под Сильвер-Лэйк                  | Under the Silver Lake              | падающая звезда № 2            |
| 2018      | с   | Рассказ служанки                  | The Handmaid’s Tale                | Иден Спенсер                   |
| 2018      | с   | Острые предметы                   | Sharp Objects                      | Элис                           |
| 2019      | ф   | Взрослеть на полную               | Big Time Adolescence               | Холли                          |
| 2019      | ф   | Клементина                        | Clementine                         | Лана                           |
| 2019      | ф   | Однажды в Голливуде               | Once Upon a Time in… Hollywood     | Змейка                         |
| 2019      | с   | Эйфория                           | Euphoria                           | Кэсси Ховард                   |
| 2020      | с   | День за днём                      | Day by Day                         | Уинни                          |
| 2020      | ф   | Ноктюрн                           | Nocturne                           | Джульетта                      |
| 2021      | ф   | Старшая школа Даунфоллз           | Downfalls High                     | Скарлетт                       |
| 2021      | с   | Белый лотос                       | The White Lotus                    | Оливия Моссбахер               |
| 2021      | мс  | Робоцып                           | Robot Chicken                      | разные персонажи               |
| 2021      | ф   | Вуайеристы                        | The Voyeurs                        | Пиппа                          |
| 2021      | с   | Земляничная весна                 | Strawberry Spring                  | Энн Брей                       |
| 2021      | ф   | Клыки ночи                        | Night Teeth                        | Ева                            |
| 2023      | ф   | Реальная история Уиннер           | Reality                            | Реалити Уиннер                 |
| 2023      | ф   | Государственный гимн              | Americana                          | Пенелопа Джо Поплин            |
| 2023      | ф   | Кто угодно, но не ты              | Anyone But You                     | Би                             |
| 2024      | ф   | Мадам Паутина                     | Madame Web                         | Джулия Корнуэлл / Женщина-паук |
| 2024      | ф   | Омен. Непорочная                  | Immaculate                         | Сесилия                        |
| 2024      | ф   | Эдем                              | Eden                               | Маргарет Виттмер               |
| 2025      | ф   | Эхо долины                        | Echo Valley                        | Клэр Гарретт                   |
| 2025      | ф   | Горничная                         | The Housemaid                      | Милли                          |
| 2025      | ф   | Кристи                            | Christy                            | Кристи Мартин                  |

### Музыкальные клипы
| Год  | Исполнитель        | Название    |
| ---- | ------------------ | ----------- |
| 2019 | Холзи              | «Graveyard» |
| 2023 | The Rolling Stones | «Angry»     |